# Левачі
Левачі — колишнє село в Березнівському районі Рівненської області України. До переселення в 1945 році більшість населення становили поляки. Зняте з обліку 19 серпня 1999 року.

## Положення
Левачі розташовувалися за ~23 км на північний схід від волосного села Селищі і за ~102 км на північ від Рівного. Поблизу лежало село Сівки та хутори Козарник, Пересіка, Пипло, Рудня Стрий, Заволоччя, Якубівка, Мокра Буда.

## Історія
Входило до шляхетських селищ (так званих «Будників»), що належали до земель містечка Губкова. У часи перебування в Російській імперії слобода Левачі входила до складу Селищенської волості Рівненського повіту Волинської губернії. На початку XX століття на слободі налічувалося 16 домів та 83 мешканців. Станом на 1906 рік на слободі було 16 дворів та 104 жителів. У 1918—1920 роки нетривалий час Левачі перебували у складі Української Народної Республіки.
У 1921—1939 роки входили до складу Польщі. У 1921 році село належало до складу гміни Людвипіль Рівненського повіту Волинського воєводства Польської Республіки. За переписом населення Польщі 10 вересня 1921 року в селі налічувалося 40 будинків та 247 мешканців, з них: 118 чоловіків та 129 жінок; 242 поляків римо-католиків і 5 православних українців.
1927 року в селі зведено дерев'яний римо-католицький костел Пресвятої Діви Марії Королеви Польщі. Наступного року він став центром нової парафії. У 1938 році римо-католицька парафія Левачів налічувала 2597 вірян, до неї належали поселення: Хільки, Нова Гута, Якубівка, Хлопський Козарник, Хотинський Козарник, Маркова Нива, Мокре, Помяри, Пипло, Рудня Стрий, Сівки, Воронівка.
З кінця 1939 року у складі УРСР. Під час Другої світової війни німецькі солдати спалили село. Польські мешканці Левачів належали до польської самооборони, яка брала участь у вбивствах українців. Зокрема, у квітні 1943 року ця самооборона, до якої також належали поляки з Якубівки та Мочулянки, напала на село Більчаки, де вбила 27 осіб. У червні 1943 року біля села розташовувався штаб радянського партизанського загону Дмитра Медведєва. 9 січня 1944 року (за іншими даними — 25 грудня 1943 року) Левачі звільнив від німецьких військ більшовицький партизанський загін Олександра Сабурова. У 1945 році відповідно до радянсько-польського договору про обмін населенням, усі поляки з Левачів виїхали в Польщу, натомість з Польщі до села були переселені українці із Закерзоння.
Рішенням Соснівської районної ради від 10 липня 1946 року римо-католицький костел перетворено на клуб для культурно-масової діяльності українських переселенців. Невдовзі костел зруйнували, а деревину використали для будівництва районної лікарні в Сосновому. У 1947 році село Левачі було центром Левачівської сільської ради Людвипільського району Ровенської області УРСР, до якої належали хутори Количів, Корецька Гута, Маркова Гута, Нова Гута. Після ліквідації Левачівської сільської ради підпорядковувалося Мочулянській сільській раді Березнівського району. Пізніше належало до Губківської сільської ради.
Відповідно до прийнятої в грудні 1989 року постанови Ради Міністрів УРСР село занесене до переліку населених пунктів, які зазнали радіоактивного забруднення внаслідок аварії на Чорнобильській АЕС, жителям виплачувалася грошова допомога. Згідно з переписом УРСР 1989 року чисельність наявного населення села становила 10 осіб, з яких 3 чоловіки та 7 жінок. Рівненська обласна рада рішенням від 19 серпня 1999 року в Березнівському районі виключила з облікових даних село Левачі.

## Пам'ятки
- Місце по колишнім римо-католицькому костелу 1927 року та цвинтарю[9]